# Valeria Răcilă
Valeria Răcilă   (Stulpicani, 2 de juny de 1957), de casada Roşca i més tard van Gröningen, és una remadora romanesa, ja retirada, que va competir durant les dècades de 1970 i 1980.
El 1980 va prendre part en els Jocs Olímpics de Moscou on guanyà la medalla de bronze en la prova de doble scull del programa de rem. Quatre anys més tard, als Jocs de Los Angeles, guanyà la medalla d'or en la prova de scull individual.
En el seu palmarès també destaquen quatre medalles al Campionat del món de rem, dues de plata i dues de bronze, entre les edicions de 1979 i 1985.